# La Francheville
La Francheville település Franciaországban, Ardennes megyében. Lakosainak száma 1647 fő (2022. január 1.). La Francheville Les Ayvelles, Champigneul-sur-Vence, Charleville-Mézières, Évigny, Prix-lès-Mézières, Saint-Marceau, Saint-Pierre-sur-Vence és Villers-Semeuse községekkel határos.

## Népesség
A település népességének változása:
| Lakosok száma | 1369 | 1077 | 1375 | 1622 | 1637 | 1690 | 1685 | 1671 | 1664 | 1647 |
|               | 1968 | 1982 | 1990 | 2006 | 2013 | 2015 | 2017 | 2019 | 2020 | 2022 |